# Un casse pour des clous
Pour plus de détails, voir Fiche technique et Distribution.
Un casse pour des clous (Ventotto minuti per tre milioni di dollari) est un film de casse italien réalisé par Maurizio Pradeaux et sorti en 1967.

## Synopsis
Un milliardaire français passionné de pierres précieuses a un rêve : s'emparer d'un diamant extrêmement précieux exposé à Rome.
Pour mettre la main dessus, il est prêt à tout, même à engager un groupe de voleurs professionnels. Le casse est préparé et exécuté à la perfection, mais dès qu'il met la main sur le précieux diamant, le milliardaire se rend compte de la supercherie : le diamant est un faux qui ne vaut que quelques dollars.

## Fiche technique
- Titre original : Ventotto minuti per tre milioni di dollari[1] (litt. « Vingt-Huit Minutes pour trois millions de dollars »)
- Titre français : Un casse pour des clous ou Vingt-Huit Minutes d'angoisse[2]
- Réalisateur : Maurizio Pradeaux
- Scénario : Maurizio Pradeaux
- Photographie : Oberdan Troiani (it)
- Montage : Eugenio Alabiso
- Musique : Piero Umiliani
- Décors : Alfredo Montori (it)
- Maquillage : Gloria Granati
- Production : Marino Carpano
- Société de production : Magic Film
- Pays de production :  Italie
- Langue de tournage : italien
- Format : Couleur par Technicolor - 2,35:1 - Son mono - 35 mm
- Durée : 85 minutes (1h25)
- Genre : Film de casse
- Dates de sortie :
  - Italie : 8 septembre 1967
  - France : 15 avril 1970

## Distribution
- Richard Harrison : Jacques
- Franca Polesello : Véronique
- Claudio Biava : Michel
- Ferruccio Viotti : André
- Marino Carpano : Lucien
- Roberto Tonelli (it) : le patron
- Erna Schürer : Mylène
- Conny Caracciolo (sous le nom de « Conny Carol ») : Frida
- Antonietta Fiorito
- Iva Zanicchi : La chanteuse de la boîte de nuit
- Corrado Monteforte